# M. W. Craven
Mike W. Craven assina como M. W. Craven (1968, Carlisle) é um escritor de romance policial inglês. Ele é o autor da série do personagem Washington Poe e da série do personagem Avison Fluke. Em 2019, seu romance The Puppet Show ganhou o prêmio Gold Dagger da Crime Writers 'Association.

## Biografia
Craven nasceu em Carlisle e cresceu em Newcastle. Ele se juntou ao exército britânico aos 16 anos Após dois anos e meio de treinamento como armeiro, ele passou 10 anos viajando pelo mundo com o exército. Em 1995, ele deixou o exército e se formou em serviço social na Universidade de Newcastle, especializando-se em criminologia, psicologia e abuso de substâncias, depois ingressou no Cumbria Probation Service em Whitehaven como oficial de condicional. Após 17 anos de serviço, com o posto de assistente do chefe-executivo, ele pediu demissão e tornou-se autor em tempo integral.
Ele enfrentou um câncer/cancro, especificamente o Linfoma de Burkitt. Ele é torcedor do Newcastle United F.C..

### Vida pessoal
Craven mora em Carlisle com sua esposa, Joanne, e seu cachorro da raça springer spaniel, com nome Bracken.

### Série do Avison Fluke
1. Born in a Burial Gown	(2015)
2. Body Breaker	(2017)

#### Relacionados
- Assume Nothing, Believe Nobody, Challenge Everything	(2015) (contos)

### Série do Washington Poe
1. The Puppet Show (2018) em Portugal: Teatro de Fantoches (TopSeller, 2023)
2. Black Summer (2019) em Portugal: Verão Negro (TopSeller, 2021)
3. The Curator (2020) em Portugal: O Curador (TopSeller, 2022)
4. Dead Ground (2021)
5. The Botanist (2022)
6. The Mercy Chair (a publicar, 2024)

#### Relacionados
- Cut Short (2020) (contos)
- The Cutting Season (2022) (conto)